# T75 (пистолет)
T75 (китайск. T75手槍) — самозарядный пистолет, производимый 205-м арсеналом Министерства национальной обороны Тайваня.

## Конструкция
T75 основан на итальянском пистолете Beretta M92.
В модели T75K3 используются полигональные нарезы ствола, разработанные в Национальном университете обороны, которые увеличивают срок службы и точность оружия. В 2019 году армия Тайваня выделила 368,6 млн новых тайваньских долларов на приобретение 10.404 пистолетов T75K3 для замены устаревших M1911A1.

### Варианты
- XT84
- Т75К1
- Т75К2
- Т75К3

## На вооружение
- Китайская Республика: T75K3 является новым стандартным пистолемом вооружённых сил, береговой охраны, судебного юаня и министерства юстиции.